# Kevin Hollinrake
Kevin Paul Hollinrake, né le 28 septembre 1963 à Easingwold, est un homme politique et homme d'affaires conservateur britannique. Il est député pour Thirsk et Malton depuis mai 2015.

## Jeunesse et carrière
Il est né et grandit dans le Yorkshire du Nord. Il fait ses études à Easingwold School et étudie la physique à Sheffield Polytechnic.
Après avoir abandonné Polytechnic, Kevin Hollinrake commence à travailler pour Prudential. Il cofonde l'agence immobilière Hunters à York en 1992. L'agence est passée à plus de 150 succursales à travers le pays en 2015, Hollinrake détenant une participation de 15 % dans la société. Hunters Property est admis à la négociation sur AIM en juillet 2015 avec une capitalisation boursière de 16,9 millions de livres sterling,. En février 2015, la société lance une introduction en bourse pour de nouveaux investisseurs afin de lever 2,5 millions de livres sterling pour l'investissement en capital.
En 2009, Hollinrake devient administrateur de Vizzihome jusqu'en 2013. En 2013, il fonde Shoptility Limited dont il est le président jusqu'au début de la liquidation volontaire en octobre 2017, et la société est dissoute en juin 2019. Hollinrake est un défenseur constant du secteur des petites entreprises, qui, selon lui, mérite une baisse du taux de TVA.

## Carrière politique
À son arrivée à la Chambre des communes, Hollinrake a déjà refusé de se présenter dans quatre autres circonscriptions avant de se présenter pour le siège sûr des conservateurs de Thirsk et Malton dans le comté du North Yorkshire. Hollinrake est un fervent partisan de l'idée de la centrale électrique du Nord de David Cameron, qui vise à relier plus étroitement le nord de l'Angleterre aux marchés du sud ; facilitant les déplacements, les échanges et les affaires.
Il est secrétaire parlementaire privé de Michael Gove  en tant que secrétaire d'État à l'Environnement, à l'Alimentation et aux Affaires rurales. Il est Sous-secrétaire d'État parlementaire aux Entreprises et aux Marchés depuis le 27 octobre 2022.
Hollinrake est opposé au Brexit au Référendum sur l'appartenance du Royaume-Uni à l'Union européenne.

## Vie privée
Hollinrake est marié à Nikky et a quatre enfants, vivant principalement à Londres, mais avec une maison dans le Yorkshire. Ses quatre enfants ont fréquenté des écoles à Crayke et Easingwold.